# Giấy ủy quyền

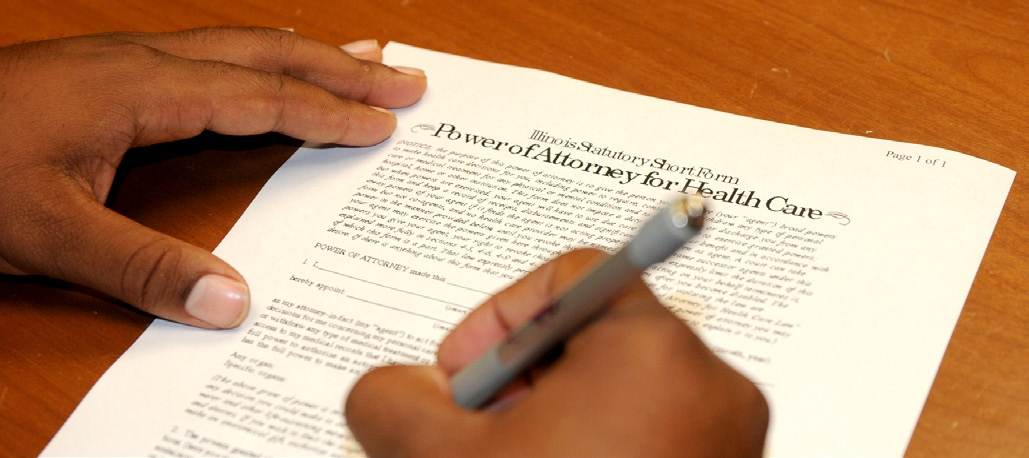
Một người nào đó đang viết vào giấy ủy quyền

Giấy ủy quyền là một văn bản pháp lý trong đó ghi nhận việc người ủy quyền chỉ định người được ủy quyền đại diện mình thực hiện một hoặc nhiều công việc trong phạm vi quy định tại giấy ủy quyền.

## Hình thức
Giấy ủy quyền được coi là một hình thức ủy quyền, mà tùy theo hoàn cảnh, có thể là bắt buộc phải có để người được ủy quyền có đủ thẩm quyền đại diện cho người ủy quyền. Đa số các trường hợp được ủy quyền bằng giấy ủy quyền đều đòi hỏi phải được công chứng, chứng thực hoặc có con dấu của pháp nhân (nếu là ủy quyền giữa các cá nhân trong pháp nhân).

## Trách nhiệm
Người được ủy quyền chỉ được thực hiện các công việc và hưởng các quyền trong phạm vi quy định của giấy ủy quyền. Trong trường hợp người được ủy quyền có hành vi vượt quá phạm vi đó thì phải chịu trách nhiệm cá nhân đối với phần vượt quá. Trong trường hợp đó là giao dịch dân sự thì đây còn là căn cứ để tuyên bố giao dịch dân sự vô hiệu theo quy định của Bộ luật Dân sự Việt Nam.
Ngược lại, người ủy quyền có thể thừa nhận hành vi vượt quá phạm vi ủy quyền của người được ủy quyền sau khi hành vi đó đã xảy ra. Trong trường hợp này, hành vi đó được coi là phù hợp với phạm vi ủy quyền mà không cần sửa đổi bổ sung giấy ủy quyền, tuy nhiên, nó sẽ không còn được coi là căn cứ tuyên bố giao dịch dân sự vô hiệu và người ủy quyền phải chịu hoàn toàn trách nhiệm đối với hành vi mà mình đã thừa nhận đó.